# Banca nazionale di Ruanda
La banca nazionale di Ruanda (in kinyarwanda Banki nkuru y’u Rwanda, in francese Banque nationale du Rwanda ed in inglese National Bank of Rwanda) è la banca centrale del Ruanda, nell'Africa centrale. La sede della banca è a Kigali. La moneta ufficiale è il franco ruandese.